# Guaranisaria
Guaranisaria is een geslacht van halfvleugeligen uit de familie van de Cicadidae (zangcicaden). Het geslacht werd voor het eerst wetenschappelijk beschreven door William Lucas Distant in 1905.

## Soorten
Het genus bevat de volgende soorten:

- Guaranisaria bicolor Torres, 1958
- Guaranisaria dissimilis Distant, 1905
- Guaranisaria hanoi Torres, 1964
- Guaranisaria llanoi Torres, 1964